# کوستاندین ملیک-وارطانسیان
کوستاندین یپرمی ملیک-وارطانسیان (ارمنی: Կոստանդին Եփրեմի Մելիք-Վրթանեսյան؛ زاده ۱۱ ژانویهٔ ۱۸۹۹ - درگذشته ۳۰ مارس ۱۹۷۰) موسیقی‌شناس اهل ارمنستان بود. وی بین سال‌های - تا - میلادی فعالیت می‌کرد.

## زندگی‌نامه
وی در ۱۱ ژانویهٔ ۱۸۹۹ در ایروان در به دنیا آمد و از کنسرواتوار سن پترزبورگ فارغ‌التحصیل گشت. وی در کنسرواتوار دولتی کومیتاس ایروان فعالیت می‌کرد. وی همچنین برنده جوایزی همچون چهره هنری شایسته ارمنستان شوروی شد. وی در ۳۰ مارس ۱۹۷۰ در سن ۷۱ سالگی در ایروان درگذشت.